# Joseph Servais
Frédéric Joseph Servais (Halle, 28 november 1850 – Halle, 29 augustus 1885) was een Belgisch cellist.
Hij was zoon van cellist Adrien François Servais en Sophie Feygin. Broer Franz Servais was ook werkzaam in de muziekwereld. Joseph kreeg muziekles van zijn vader en trad daarna als cellovirtuoos op tot aan Warschau aan toe. In Nederland gaf hij wel concerten in de Koninklijke Schouwburg en Diligentia, beide te Den Haag. Hij was tussen 1868 en 1870 cellist aan het hof van Weimar. Hij keerde terug naar België en werd in 1872 docent aan het Koninklijk Conservatorium Brussel. Hij bespeelde net zal zijn vader een Stradivarius-cello. Voordat hij echter naam kon maken overleed hij ongetrouwd (célibataire) in het huis van zijn ouders, Villa Servais in Halle.
In 1876 werd hij in Nederland benoemd tot officier in de Orde van de Eikenkroon.